# 大須銀山
大須銀山（おおすぎんざん）とは、江戸時代に佐渡島（新潟県佐渡市）に存在した銀山。佐渡島に坑道掘りの技術が石見銀山から伝えられたのが16世紀末であること、既に1604年の文献に記載されていることを勘案すれば、江戸初期にはかなり有力な銀山であったことが推測される。なお、掘削を終了した年次（おそらく江戸年間）は不明。朝と晩に三貫目の量の銀を産出したことから大須三貫目とも呼ばれた。

## 再発見
昭和年間に真野湾沿いの国道拡幅工事を行っている際に、偶然古い坑道を掘り抜くこととなり再発見された。真野町教育委員会は坑道を保存している。国道に面した間知ブロック積み土留めの中腹に、1m四方の坑口がぽっかりと空いている状態であり、注視していないと発見することは難しい。